# Thomas Goiginger
Thomas Goiginger (* 15. März 1993 in Salzburg) ist ein österreichischer Fußballspieler.

## Karriere

### Verein

#### Von Köstendorf in die Salzburger Liga
Goiginger begann seine Karriere beim USV Köstendorf. Im Juni 2008 kam er zu seinem ersten Einsatz für die erste Mannschaft von Köstendorf in der fünftklassigen 2. Landesliga. Zur Saison 2010/11 wechselte er zum viertklassigen USC Eugendorf. Im Juli 2010 debütierte er in der Salzburger Liga, als er am ersten Spieltag jener Saison gegen den FC Zell am See in der Startelf stand und in der 83. Minute durch Manuel Krainz ersetzt wurde. Im August 2010 erzielte er bei einem 2:0-Sieg gegen die Union Henndorf sein erstes Tor für Eugendorf. Bis Saisonende absolvierte er 29 Spiele in der vierthöchsten Spielklasse und erzielte dabei 13 Tore.

#### Wechsel in die Regionalliga
Zur Saison 2011/12 wechselte er in die Regionalliga Mitte zur Union Vöcklamarkt. Im August 2011 kam er zu seinem ersten Einsatz in der Regionalliga, als er am ersten Spieltag jener Saison gegen den DSV Leoben in der Startaufstellung kam. Im November 2011 erzielte er bei einem 2:0-Sieg gegen die Union St. Florian sein erstes Tor in der Regionalliga und sein einziges Tor für Vöcklamarkt. Nach einem halben Jahr in Oberösterreich wechselte er im Jänner 2012 in die Westliga zum TSV Neumarkt.  Für Neumarkt kam er bis Saisonende zu 13 Einsätzen und erzielte dabei ein Tor. In der darauffolgenden Saison 2012/13 kam Goiginger in allen 30 Saisonspielen zum Einsatz und erzielte dabei sieben Tore. In der Saison 2013/14 kam er in 29 Spielen zum Einsatz und machte dabei elf Treffer, lediglich ein Spiel verpasste er gesperrt.

#### Über die Bundesliga in die zweite Liga

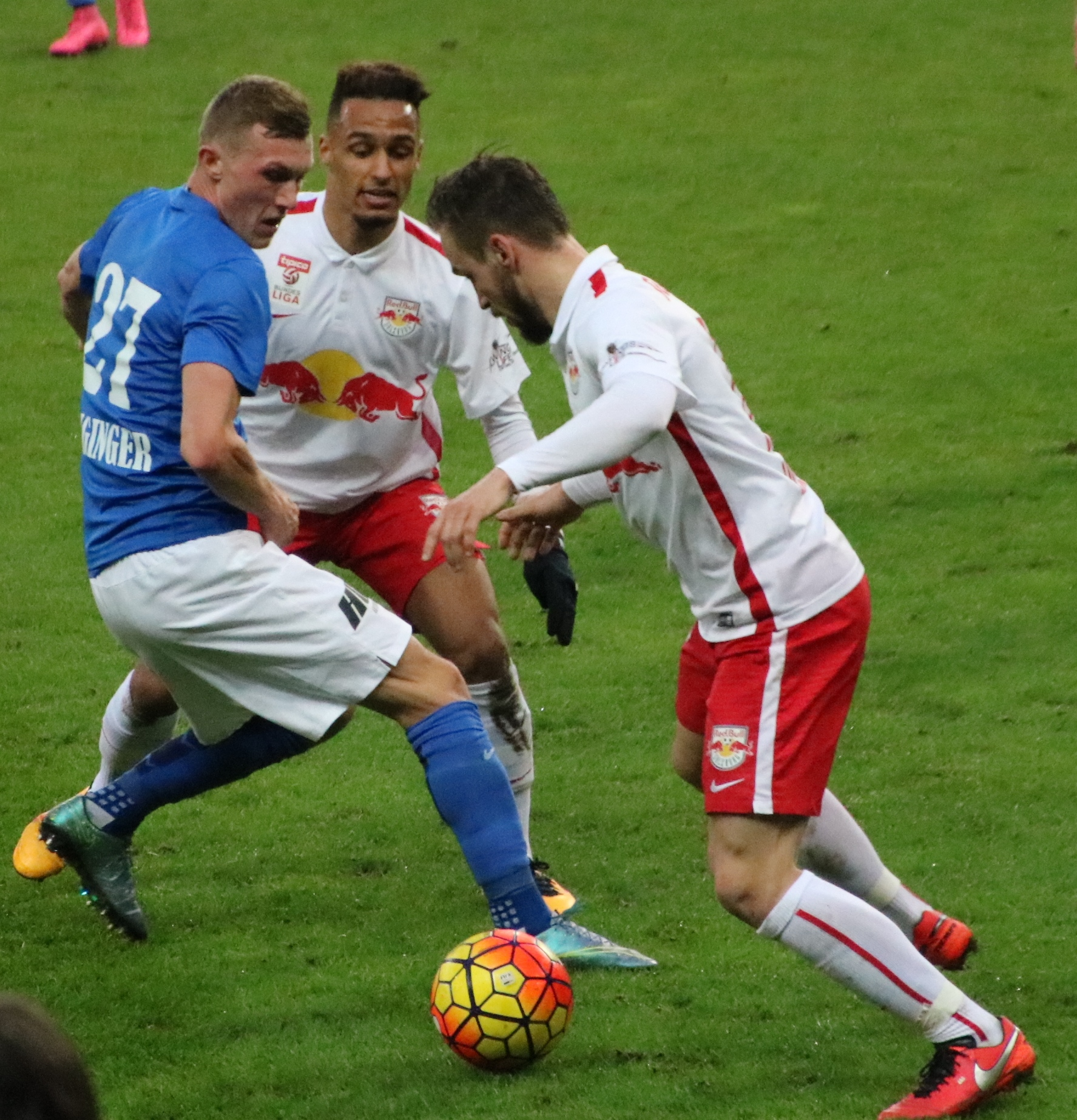
Goiginger als Spieler von Grödig (2016)

Nach zweieinhalb Saisonen bei Neumarkt wechselte er zur Saison 2014/15 zum Bundesligisten SV Grödig. Im September 2014 debütierte er für Grödig in der Bundesliga, als er am achten Spieltag jener Saison gegen den SCR Altach in der Startelf stand und in der 38. Minute durch Matthias Maak ersetzt wurde. Im März 2015 erzielte er bei einer 3:1-Niederlage gegen den SC Wiener Neustadt sein erstes Tor in der höchsten österreichischen Spielklasse. In seiner ersten Saison bei Grödig kam er zu 16 Einsätzen, in denen er ein Tor erzielte. In der darauffolgenden Saison 2015/16 kam er ebenfalls zu 16 Einsätzen, blieb dabei jedoch ohne Torerfolg. Zu Saisonende musste er mit Grödig als Tabellenletzter aus der Bundesliga absteigen, die Grödiger zogen sich zudem auch aus dem Profifußball zurück und wurden in die Regionalliga versetzt.
Daraufhin wechselte er zur Saison 2016/17 zum Zweitligaaufsteiger FC Blau-Weiß Linz, bei dem er einen bis Juni 2017 laufenden Vertrag erhielt. Sein erstes Spiel in der zweiten Liga absolvierte er im Juli 2016 gegen die WSG Wattens. Im August 2016 erzielte er bei einer 2:1-Niederlage gegen den SV Horn sein erstes Tor für die Linzer. Bis Saisonende kam er zu 33 Einsätzen für BW Linz in der zweithöchsten Spielklasse und erzielte dabei acht Tore.

#### Mit dem LASK im Europapokal
Zur Saison 2017/18 wechselte er nach dem Auslaufen seines Vertrages bei BW Linz zum Bundesligaaufsteiger LASK, bei dem er einen bis Juni 2020 gültigen Vertrag erhielt. In seiner ersten Saison bei den Oberösterreichern kam er zu 33 Einsätzen in der Bundesliga und erzielte dabei sieben Tore. Zu Saisonende belegte er mit dem LASK den vierten Tabellenrang und nahm somit an der Qualifikation zur Europa League teil. Sein erstes internationales Bewerbsspiel absolvierte er im Juli 2018 im Zweitrundenhinspiel gegen den Lillestrøm SK. In jenem Spiel, das die Oberösterreicher mit 4:0 gewannen, erzielte Goiginger zwei Tore. Auch beim 2:1-Sieg im Rückspiel steuerte er einen Treffer bei. Mit dem LASK schied er in der dritten Runde gegen Beşiktaş Istanbul aus.
Ende Dezember 2018 verlängerte er seinen Vertrag vorzeitig bis Juni 2022. In der Saison 2018/19 absolvierte er insgesamt 31 Bundesligapartien, in denen er sechsmal traf, lediglich ein Spiel verpasste er gesperrt. Mit dem LASK wurde er Vizemeister. In der Spielzeit 2019/20 kam er zu 19 Einsätzen in der Liga, ehe er sich im März 2020 das Kreuzband riss. Mit dem LASK qualifizierte er sich für die Europa League, in der er mit dem Team bis ins Achtelfinale vorstieß. Dort kam er achtmal zum Zug und machte ein Tor.
Im Dezember 2020 verlängerte er seinen Kontrakt bei den Linzern vorzeitig bis 2024. In der Saison 2020/21 absolvierte er in der Liga 28 Partien und erzielte sechs Tore, erneut qualifizierte er sich mit dem Klub für die Europa League, in der es diesmal in der Gruppenphase ausschied. Goiginger kam in allen sechs Spielen des LASK zum Einsatz. In der Saison 2021/22 kam er zu 29 Bundesligaeinsätzen, in denen er sieben Tore erzielte. Der LASK nahm in der Saison 2021/22 zudem an der UEFA Europa Conference League teil, wo man im Achtelfinale scheiterte. In der Saison 2022/23 verlor der Flügelstürmer langsam seinen Stammplatz, er kam noch 25 Ligaeinsätzen. In der Saison 2023/24 war er schließlich zumeist nur noch auf der Bank zu finden, er absolvierte bis zur Winterpause zwölf Ligapartien.

#### Über Deutschland zurück zu Blau-Weiß
Nach seiner Ausbootung beim LASK wechselte Goiginger im Februar 2024 nach Deutschland zum Zweitligisten VfL Osnabrück. Für Osnabrück kam er zu neun Einsätzen in der 2. Bundesliga, aus der er mit dem Team aber zu Saisonende abstieg. Daraufhin verließ er Osnabrück im Sommer 2024 wieder. Im Anschluss kehrte er zur Saison 2024/25 zum mittlerweile erstklassigen FC Blau-Weiß Linz zurück, bei dem er einen bis 2026 laufenden Vertrag erhielt.

### Nationalmannschaft
Im November 2018 wurde Goiginger als Ersatz für Marcel Sabitzer erstmals in den Kader der österreichischen Nationalmannschaft berufen. Sein Debüt für diese gab er im November 2019, als er in der EM-Qualifikation gegen Lettland in der Startelf stand und in der 69. Minute durch Lukas Hinterseer ersetzt wurde.

## Persönliches
Vor seiner Karriere als Profifußballer arbeitete Goiginger als Industriekaufmann bei Palfinger.